# Чулково (посёлок, Владимирская область)
Чулко́во — посёлок в Гороховецком районе Владимирской области России, входит в состав Денисовского сельского поселения.

## География
Посёлок расположен в 19 км на юго-запад от Гороховца, в 3 км на юг от реки Клязьма на автодороге Гороховец — Муром, железнодорожная станция Чулково на линии Ковров — Нижний Новгород.

## История
Образован в конце XIX века как посёлок при железнодорожной станции, входил в состав Кожинской волости Гороховецкого уезда, с 1926 года — в составе Гороховецкой волости Вязниковского уезда.
С 1929 года посёлок входил в состав Быльцинского сельсовета Гороховецкого района, с 1940 года — центр Чулковского сельсовета, с 2005 года в составе Денисовского сельского поселения. В годы Советской власти в посёлке располагалась центральная усадьба совхоза имени Войкова.

## Население
| 1926 | 2002 | 2010 | 2021 |
| ---- | ---- | ---- | ---- |
| 204  | ↗922 | ↘745 | ↘703 |

## Инфраструктура
В посёлке имеются Чулковская основная общеобразовательная школа (создана в 1911 году, в 1972 году к старому зданию была пристроена новая часть здания), дом культуры, отделение почтовой связи.

## Экономика
В посёлке расположен СПК имени Войкова